# Aleksandr Razumny
Aleksandr Jefimowicz Razumny (ros. Александр Ефимович Разумный, ur. 1 maja 1891 zm. 25 listopada 1972) – radziecki reżyser, scenarzysta oraz operator filmowy. Został pochowany na Cmentarzu Nowodziewiczym w Moskwie.

## Wybrana filmografia

### Reżyseria
- 1920: Matka[2] (Мать)
- 1924: Banda Knysza[3] (Банда батьки Кныша)
- 1940: Timur i jego drużyna[4] (Тимур и его команда)
- 1947: Dusze czarnych[5] (Миклухо-Маклай)

## Nagrody i odznaczenia
- Order Znak Honoru (1940)
- Zasłużony Działacz Sztuk RFSRR (1957)